# فهرست جایزه‌ها و نامزدی‌های اصغر فرهادی
اصغر فرهادی (۱۳۵۱) در سال ۲۰۱۲ با فیلم جدایی نادر از سیمین برنده جایزه اسکار بهترین فیلم خارجی‌زبان شد و هم‌زمان نامزد دریافت جایزه اسکار بهترین فیلم‌نامه غیراقتباسی (اورژینال) برای این فیلم شد. وی همچنین برنده جایزه بهترین فیلم خارجی جایزه گلدن گلوب سال ۲۰۱۲ میلادی به خاطر کارگردانی و نویسندگی فیلم جدایی نادر از سیمین شد. اصغر فرهادی در جشنواره فیلم کن ۲۰۱۶، جایزه بهترین فیلم‌نامه جشنواره فیلم کن، را برای نگارش فیلم‌نامه فیلم فروشنده دریافت کرد. همچنین در اسکار ۲۰۱۷ فیلم فروشنده به نویسندگی و کارگردانی وی توانست جایزه اسکار بهترین فیلم خارجی‌زبان را کسب کند.

## جایزه اسکار
| سال  | جایزه                      | نام اثر             | نتیجه    | بازنده به                  |
| ---- | -------------------------- | ------------------- | -------- | -------------------------- |
| ۲۰۱۱ | بهترین فیلم خارجی‌زبان      | جدایی نادر از سیمین | برنده    | –                          |
| ۲۰۱۱ | بهترین فیلم‌نامه غیراقتباسی | جدایی نادر از سیمین | نامزدشده | وودی آلن (نیمه‌شب در پاریس) |
| ۲۰۱۶ | بهترین فیلم خارجی‌زبان      | فروشنده             | برنده    | –                          |

## فستیوال برلین
| سال  | جایزه                           | نام اثر             | نتیجه    | بازنده به                |
| ---- | ------------------------------- | ------------------- | -------- | ------------------------ |
| ۲۰۰۹ | خرس طلایی                       | درباره الی          | نامزدشده | کلاودیا یوسا (شیر اندوه) |
| ۲۰۰۹ | خرس نقره‌ای برای بهترین کارگردان | درباره الی          | برنده    | –                        |
| ۲۰۱۱ | خرس طلایی                       | جدایی نادر از سیمین | برنده    | –                        |

## جایزه بفتا
| سال  | جایزه                        | نام اثر             | نتیجه    | بازنده به                                  |
| ---- | ---------------------------- | ------------------- | -------- | ------------------------------------------ |
| ۲۰۱۲ | بهترین فیلم غیر انگلیسی زبان | جدایی نادر از سیمین | نامزدشده | پدرو آلمودوار (پوستی که در آن زندگی می‌کنم) |
| ۲۰۱۸ | بهترین فیلم غیر انگلیسی زبان | فروشنده             | نامزدشده | پارک چان-ووک (کنیز)                        |

## فستیوال کن
افتخارات زیر تنها شامل جوایز اصلی در جشنواره بین‌المللی فیلم کن می‌شوند، فیلم‌های وی بارها برنده جوایز فرعی جشنواره مانند جایزه کلیسای جهانی، جایزه فرانسوا شاله و… شده‌است.
| سال  | جایزه                  | نام اثر     | نتیجه    | بازنده به                       |
| ---- | ---------------------- | ----------- | -------- | ------------------------------- |
| ۲۰۱۳ | نخل طلا                | گذشته       | نامزدشده | عبداللطیف کشیش (زندگی ادل)      |
| ۲۰۱۶ | نخل طلا                | فروشنده     | نامزدشده | کن لوچ (اینجانب، دانیل بلیک)    |
| ۲۰۱۶ | بهترین فیلمنامه        | فروشنده     | برنده    | –                               |
| ۲۰۱۸ | نخل طلا                | همه می‌دانند | نامزدشده | هیروکازو کورئیدا(دزدان فروشگاه) |
| ۲۰۲۱ | نخل طلا                | قهرمان      | نامزدشده | ژولیا دوکورنو (تیتان)           |
| ۲۰۲۱ | جایزه بزرگ هیئت داوران | قهرمان      | برنده    | –                               |

## گلدن گلوب
| سال  | جایزه                       | نام اثر             | نتیجه    | بازنده به                         |
| ---- | --------------------------- | ------------------- | -------- | --------------------------------- |
| ۲۰۱۱ | بهترین فیلم غیر انگلیسی‌زبان | جدایی نادر از سیمین | برنده    | –                                 |
| ۲۰۱۳ | بهترین فیلم غیر انگلیسی‌زبان | گذشته               | نامزدشده | پائولو سورنتینو (زیبایی بزرگ)     |
| ۲۰۱۶ | بهترین فیلم غیر انگلیسی‌زبان | فروشنده             | نامزدشده | پل ورهوفن (او)                    |
| ۲۰۲۱ | بهترین فیلم غیر انگلیسی‌زبان | قهرمان              | نامزدشده | ریوسوکی هاماگوچی (ماشین مرا بران) |

## فردی
- جایزه یک عمر دستاورد هنری جشنواره بین‌المللی فیلم آنتالیا ۲۰۱۶[۳]
- نشان لژیون دونور عالی هنر و ادبیات فرانسه ۲۰۱۴[۴]
- برنده جایزه سزار ۲۰۱۲
- جزو ۱۰۰ نفر از متفکران جهان فارن پالیسی ۲۰۱۲
- جشن تقدیر ویژه توسط امیر کوستوریتسا ۲۰۱۲
- جزو ۱۰۰ فرد تأثیرگذار در جهان تایم ۱۰۰ ۲۰۱۲
- انتخاب به عنوان بهترین فیلم‌ساز سال خاورمیانه از مجله ورایتی ۲۰۱۱

### لیست‌ها
- به انتخاب پلی‌لیست در ۲۰۱۶: سیزدهمین کارگردان هیجان‌انگیز جهان[۵]
- به انتخاب ایندیوایر ۲۰۱۶: پنجمین کارگردان برتر جهان
- به انتخاب بی‌بی‌سی ۲۰۱۵: رتبه نهم جدایی نادر از سیمین در ۱۰۰ فیلم برتر قرن[۶]
- به انتخاب هافینگتن پست ۲۰۱۲: رتبه بیست و سوم بهترین کارگردان جهان[۷]